# Hélène Langevin-Joliot
Hélène Langevin-Joliot (n. 19 septembrie 1927, Paris, Île-de-France, Franța) este o fiziciană nuclearistă franceză. Ea a fost educată la IN2P3 (Institut national de physique nucléaire et de physique des particules) din Orsay, un institut înființat de părinții săi, Irène și Frédéric Joliot-Curie. Este membră a comitetului consultativ al guvernului francez. În prezent, activează ca profesor de fizică nucleară la Institutul de Fizică Nucleară al Universității din Paris și este director de cercetare la CNRS. Este de asemenea cunoscută pentru încurajarea în mod activ a femeilor pentru a urma o carieră în domenii științifice. Este președinta comisiei care decernează premiul de excelență „Marie Curie”, un premiu acordat cercetătorilor europeni emineți.

## Familie
Hélène Langevin-Joliot provine dintr-o familie de oameni de știință renumiți. 
- Bunicii ei materni au fost Marie și Pierre Curie, celebri pentru studiile lor asupra radioactivității, pentru care au câștigat în 1903 Premiul Nobel pentru fizică, alături de Henri Becquerel. Marie Curie este singura persoană care a câștigat Premiul Nobel în două domenii diferite, fiind premiată pentru chimie în 1911 pentru descoperirea elementelor radiu și poloniu.
- Părinții ei au fost Jean Frédéric Joliot-Curie (născut Jean Frédéric Joliot) și Irène Joliot-Curie (născută Irène Curie). Aceștia au câștigat Premiul Nobel pentru chimie în 1935 pentru descoperirea radioactivității artificiale.
- Fratele ei, Pierre Joliot a fost un biofizician remarcabil, care a contribuit la studiul fotosintezei.

Hélène Langevin-Joliot acordă în mod regulat interviuri asupra istoriei predecesorilor săi. A scris introducerea cărții Radiation and Modern Life: Fulfilling Marie Curie's Dream, inclusiv o scurtă istorie a familiei Curie.
Soțul său, Michel Langevin, a fost nepotul faimosului fizician Paul Langevin, fiind – la rândul său – fizician nuclearist. Fiul lor, Yves (n. 1951), este astrofizician.